# 러브 퍼레이드 (ORANGE RANGE의 노래)
러브 퍼레이드(Love Parade)는 오렌지 렌지의 10번째 싱글이다.

## 곡 목록
1. 러브 퍼레이드
영화 전차남의 주제가
2. 沖葉原イナー0-721